# Legendary Pictures
Legendary Pictures (även känt som Legendary Entertainment) är ett amerikanskt filmbolag baserat i Burbank, Kalifornien, och grundat av Thomas Tull under 2000. Under 2005 ingick företaget i ett avtal om att samproducera och samfinansiera flera filmer med Warner Bros. 2013 ingick företaget i ett nytt avtal med Universal Studios om att samproducera, samfinansiera och marknadsföra flera filmer, med start 2014.

## Filmografi
Legendary Entertainment har producerat 39 långfilmer, flera av dem tillsammans med andra bolag. Utöver det håller företaget även på att producera ytterligare sex filmer och utvecklar andra olika projekt. Av de 39 filmerna som producerats, har 37 visats på bio, en släppts direkt till video och en släppts på Video on Demand.

### Släppta filmer
| År                | Titel                  | Regissör           | Samproduktionsbolag                                                | Distributör(er)          | Box office      | Ref.   |
| ----------------- | ---------------------- | ------------------ | ------------------------------------------------------------------ | ------------------------ | --------------- | ------ |
| 2005              | Batman Begins          | Christopher Nolan  | Syncopy Films                                                      | Warner Bros.             | $372,710,015    | [ 2 ]  |
| 2006              | Superman Returns       | Bryan Singer       | Bad Hat Harry Productions / Peters Entertainment                   | Warner Bros.             | $391,081,192    | [ 3 ]  |
| 2006              | Lady in the Water      | M. Night Shyamalan | Blinding Edge Pictures                                             | Warner Bros.             | $72,785,169     | [ 4 ]  |
| 2006              | Myrmobbaren            | John A. Davis      | Playtone / DNA Productions                                         | Warner Bros.             | $55,181,129     | [ 5 ]  |
| 2006              | Beerfest               | Jay Chandrasekhar  | Gerber Pictures / Cataland Films / Broken Lizard                   | Warner Bros.             | $20,387,597     | [ 6 ]  |
| 2006              | We Are Marshall        | McG                | Thunder Road Films / Wonderland Sound and Vision                   | Warner Bros.             | $43,545,364     | [ 7 ]  |
| 2007              | 300                    | Zack Snyder        | Virtual Studios                                                    | Warner Bros.             | $456,068,181    | [ 8 ]  |
| 2008              | 10,000 BC              | Roland Emmerich    | Centropolis                                                        | Warner Bros.             | $269,784,201    | [ 9 ]  |
| 2008              | The Dark Knight        | Christopher Nolan  | Syncopy Films                                                      | Warner Bros.             | $1,001,921,825  | [ 10 ] |
| 2009              | Watchmen               | Zack Snyder        | Lawrence Gordon Productions                                        | Warner Bros. / Paramount | $185,258,983    | [ 11 ] |
| 2009              | Observe and Report     | Jody Hill          | DeLine Pictures                                                    | Warner Bros.             | $26,973,554     | [ 12 ] |
| 2009              | Baksmällan             | Todd Phillips      | Green Hat Films                                                    | Warner Bros.             | $467,483,912    | [ 13 ] |
| 2009              | Trick 'r Treat         | Michael Dougherty  | Bad Hat Harry Productions                                          | Warner Premiere          | —               | [ 14 ] |
| 2009              | Till vildingarnas land | Spike Jonze        | Playtone / Village Roadshow Pictures                               | Warner Bros.             | $100,086,793    | [ 15 ] |
| 2009              | Ninja Assassin         | James McTeigue     | Dark Castle Entertainment / Anarchos Productions                   | Warner Bros.             | $61,601,280     | [ 16 ] |
| 2010              | Clash of the Titans    | Louis Leterrier    | Thunder Road Films / The Zanuck Company                            | Warner Bros.             | $493,214,993    | [ 17 ] |
| 2010              | Jonah Hex              | Jimmy Hayward      | Mad Chance / Weed Road Pictures                                    | Warner Bros.             | $10,903,112     | [ 18 ] |
| 2010              | Inception              | Christopher Nolan  | Syncopy Films                                                      | Warner Bros.             | $825,532,764    | [ 19 ] |
| 2010              | The Town               | Ben Affleck        | GK Films / Thunder Road Films                                      | Warner Bros.             | $154,026,136    | [ 20 ] |
| 2010              | Due Date               | Todd Phillips      | Green Hat Films                                                    | Warner Bros.             | $211,780,824    | [ 21 ] |
| 2011              | Sucker Punch           | Zack Snyder        | Cruel and Unusual Films                                            | Warner Bros.             | $89,792,502     | [ 22 ] |
| 2011              | Baksmällan del II      | Todd Phillips      | Green Hat Films                                                    | Warner Bros.             | $581,464,305    | [ 23 ] |
| 2012              | Wrath of the Titans    | Jonathan Liebesman | Thunder Road Films                                                 | Warner Bros.             | $301,970,083    | [ 24 ] |
| 2012              | The Dark Knight Rises  | Christopher Nolan  | Syncopy Films                                                      | Warner Bros.             | ?               | ?      |
| 2013              | Jack the Giant Slayer  | Bryan Singer       | New Line Cinema / Original Film / Big Kid Pictures / Bad Hat Harry | Warner Bros.             | ?               | ?      |
| 2013              | 42                     | Brian Helgeland    | —                                                                  | Warner Bros.             | ?               | ?      |
| 2013              | Baksmällan del III     | Todd Phillips      | Green Hat Films                                                    | Warner Bros.             | ?               | ?      |
| 2013              | Man of Steel           | Zack Snyder        | Syncopy Films                                                      | Warner Bros.             | ?               | ?      |
| 2013              | Pacific Rim            | Guillermo del Toro | DDY                                                                | Warner Bros.             | ?               | ?      |
| 2014              | 300: Rise of an Empire | Noam Murro         | Cruel and Unusual Films / Atmosphere Pictures / Hollywood Gang     | Warner Bros.             | ?               | ?      |
| 2014              | Godzilla               | Gareth Edwards     | —                                                                  | Warner Bros. / Toho      | ?               | ?      |
| 2014              | As Above, So Below     | John Erick Dowdle  | —                                                                  | Universal                | ?               | ?      |
| 2014              | Dracula Untold         | Gary Shore         | Michael De Luca Productions                                        | Universal                | ?               | ?      |
| 2014              | Interstellar           | Christopher Nolan  | Syncopy / Lynda Obst Productions                                   | Warner Bros. / Paramount | ?               | ?      |
| 2014              | Seventh Son            | Sergei Bodrov      | Thunder Road Pictures / Wigram Productions                         | Universal                | ?               | ?      |
| 2014              | Unbroken               | Angelina Jolie     | Jolie Pas / 3 Arts Entertainment                                   | Universal                | ?               | ?      |
| 2015              | Blackhat               | Michael Mann       | Forward Pass                                                       | Universal                | ?               | ?      |
| Box office total: | Box office total:      | Box office total:  | Box office total:                                                  | Box office total:        | >$6,193,553,914 | —      |

### Under produktion/under utveckling
| År         | Titel                           | Regissör           |
| ---------- | ------------------------------- | ------------------ |
| 2016       | Warcraft adaptation             | Duncan Jones       |
| 2016       | The Great Wall (E)              | Zhang Yimou        |
| ej bestämt | Gravel                          | Tim Miller         |
| ej bestämt | The Lost Patrol                 | Stephen Norrington |
| ej bestämt | Gears of War adaptation         | ej bestämt         |
| ej bestämt | Here There Be Monsters          | ej bestämt         |
| ej bestämt | Kung Fu (E)                     | ej bestämt         |
| ej bestämt | Mass Effect adaptation          | ej bestämt         |
| ej bestämt | Slayer                          | ej bestämt         |
| ej bestämt | Spectral                        | ej bestämt         |
| ej bestämt | Technotise: Edit & I adaptation | ej bestämt         |